# Cerkiew św. Pantelejmona w Paldiski
Cerkiew św. Pantelejmona – prawosławna parafialna cerkiew w Paldiski, należąca do eparchii tallińskiej Estońskiego Kościoła Prawosławnego.
Cerkiew znajduje się w zaadaptowanym na cele sakralne budynku dawnego muzeum miejskiego, przekazanego przez władze miasta. Świątynia powstała w dwóch połączonych, pierwotnie oddzielnych pomieszczeniach, zaś jej wyposażenie pochodzi w całości z indywidualnych darów. Urządzanie cerkwi trwało w latach 2002–2003; pierwsze nabożeństwo w obiekcie odbyło się w Boże Narodzenie 2003 r.

## Pozostałe cerkwie prawosławne w Paldiski
W latach 2012–2015 w Paldiski zbudowano cerkiew pod wezwaniem św. Sergiusza z Radoneża, będącą również w jurysdykcji Estońskiego Kościoła Prawosławnego (Patriarchatu Moskiewskiego). Ponadto w miejscowości znajduje się zabytkowa cerkiew św. Jerzego, służąca miejscowej parafii Estońskiego Apostolskiego Kościoła Prawosławnego (Patriarchatu Konstantynopolitańskiego).